# Legambiente
Legambiente est une association environnementale apolitique italienne créée en 1980.
Avec plus de 111 000 partisans et 2 000 cercles locaux Legambiente est l'association écologique la plus importante d'Italie. Elle est reconnue par le Ministère italien de l'environnement et fait partie du Bureau européen de l'environnement et de l'Union internationale pour la conservation de la nature.

## Description
Legambiente a organisé des campagnes de sensibilisation en Italie (Goletta verde, Treno verde, et autre) et des activités de volontariat (Plages propres, Nettoyons le monde).
L'association prône, entre autres, l'utilisation d'énergies alternatives et d'énergies renouvelables, les économies d'énergies, la sauvegarde de certaines zones protégées, la lutte contre le trafic illégal de déchets.
Chaque année elle élabore une analyse précise sur la situation de l'environnement en Italie (Ambiente Italia).
L'association est née dans le cadre de l'ARCI (Associazione Ricreativa e Culturale Italiana) dont elle s'est séparée en 1980. Les personnalités les plus connues venant de cette association sont Chicco Testa, qui a été par la suite président d'Enel, et Ermete Realacci, actuellement président honoraire de Legambiente et député de La Margherita.
Legambiente publie tous les mois la revue La Nuova Ecologia et quatre fois par an la revue QualEnergia.
Au village de Rispescia, près de Grosseto, en Toscane, a lieu chaque été le festival Festambiente, la fête nationale de Legambiente.
Elle participe chaque année au Festival du tourisme responsable Itaca dans diverses régions d'Italie. Elle a créé une activité dans le tourisme sous le nom de Legambiente turismo.

## Lien connexe
- Environnement